# عرسة مصرية
العرسة المصرية أو ابن عرس Mustela nivalis حيوان ثديي آكل للحوم من جنس ابن عرس Weasel. ويتراوح طول العرسة من 15 - 35 سم، وعادة ما تكون ذات فراء بني فاتح، وبطن أبيض، وطرف ذيل أسود. تعيش في مصر وشرق البحر الأبيض المتوسط وأوروبا.
ومن الأنواع الأخرى عرسة المنازل وعرسة الماء.

## الوصف الخارجي
تتبع العرسة الفصيلة العرسية «رتبة اللواحم»، يتميز ابن عرس بأجسام رشيقة نحيفة ومرنه وهو حيوان نشط جداً، خطواته سريعة، ويبلغ طوله 20 سنتيمتر، للذنب منها 4 سم والجسم مستطيل ممشوق لدرجة كبيرة. ولا يكاد يختلف سمكه من الرأس إلى مؤخر الجسم، والأطراف بادية القصر نحيفة، وبين الأصابع شعر، وهي مزودة بمخالب رقيقة مدببة حادة، والذنب قصير بسبياً ينحف تدريجياً من القاعدة حتى الطرف، والأنف كليل في وسطه شق مستطيل والأذن عريضة مستديرة، والعين صغيرة ولكنها قوية، والفراء متوسط الطول أملس يكسو البدن كله وتوجد أمام العين وفوقها شوارب، ولون الشعر بني محمر قليلاً ولون حافة الشفة العليا والأجزاء السفلى أبيض.
ولابن عرس في معظم الأحوال، فرو على ظهره وجوانبه مائل للون البني، أو البني المائل للحمرة، أو البني المائل للصفرة، في حين أن له فروًا على أجزائه السفلية، لونه أبيض أو مائل للصفرة أو السمرة. وأما في الشتاء فإن فرو ابن عرس ـ الذي يعيش في الأجواء الآسيوية ـ يتحول إلى اللون الأبيض فيما عدا ذيله الذي يكون منقّطًا بالأسود. ويوفر اللون الأبيض تمويها في الجليد. أما الذيل المنقط بالأسود، فقد يلفت نظر المهاجمين المفترسين مثل الطيور الجارحة، ويجعل المهاجم يُخطئ ابن عرس.

## الحمية والصيد
يخرج عادة في الليل للبحث عن غذائه وقد يخرج بالنهار أيضاً. وبالرغم من أن هذه الحيوانات هي أصغر أنواع اللواحم، فهي بالغة الجرأة مقدامة غير هيابة، حيث يهاجم الثدييات الصغيرة بجرأة، ولابن عرس حاسّة شم قوية وحاسة بصر حادة، وله قوة تثير العجب بالنسبة لحجمه حيث يفترس الفئران والسناجب. وهو يعض الفريسة عادةً في رقبتها أو في أسفل الجمجمة. ويأكل ابن عرس كذلك ديدان الأرض والحشرات والضفادع والسحالي والأرانب والذُّباب والحيّات والطيور. وجسم ابن عرس النحيل يمكنّه من أن ينفذ بسهولة إلى جحور الفئران وشقوق الصخور وأعشاش السناجب. وكثيرًا ما يقوم ابن عرس باجتياح المزارع ويقتل من الدجاج أكثر مما يحتاج إليه في طعامه. ونتيجة لذلك يناصب كثير من المزارعين ابن عرس العداء رغم أنه يقضي على حشرات المزرعة.
وقد جرت العادة على تسميته في الريف المصري بـ«خناق الكتاكيت» لقدرته الفائقة على التخلص من أعداد كبيرة من الكتاكيت، فالعرسة الواحدة يمكنها امتصاص دماء أكثر من مائة كتكوت في اليوم، ولهذا فوجوده في الأماكن القريبة من مزارع الدواجن أو منازل الفلاحين يعد خسارة فادحة تلحق بأصحابها، وقد عبّر المثل الشعبي المصري القائل «اللي يخاف من العرسة ما يربيش كتاكيت» عن مدى الخوف من هذا الحيوان دقيق الحجم، والذي يتسم جسمه بالرشاقة والسرعة ولهذا تصاب الدواجن عند رؤيته بهلع شديد.
أما العرسة المصرية فتهاجم الفئران بشدة وتعتبر مسئولة عن القضاء على نسبة عالية منها.

## التناسل ودورة الحياة
ليس لها فترة تزاوج محددة وتحمل الأنثى لمدة خمسة أسابيع، وتلد أربعة أو خمسة في المرة الواحدة وتخفيها تحت الأرض. وفي السنوات التي تكون الفرائس فيها موفورة يكون لابن عرس مجموعتان من الصغار.

## الانتشار والمسكن
يوجد ابن عرس في المناطق المنبسطة والجبلية وفي العراء وفي الغابات والأماكن المنعزلة والآهلة بالناس، إذ لا يعوزه المكان قط، لأنه يعرف كيف يرتب نفسه وفق مستلزمات البيئة، ويجد في كل منها مخبأً صغيراً منيعاً يعتصم به من الأعداء فقد يكون وكره في تجويف شجرة، أو بين الصخور أو الجدران النخرة، أو تحت جرف، أو في جحور الفئران، أما في الشتاء فيلجأ إلى صوامع الغلال والمخازن والحظائر وأسطح المنازل وغيرها في القرى والمدن. ولا يمضي ابن عرس فصل الشتاء في السبات داخل الجحور تحت الجليد، مثلما تفعل بعض القوارض. ولكي يقاوم البرد، فإنه ينّمي فروًا شتويًا كثيفًا وأحيانًا يصيد الطعام في جحره ويبني عشًا باستخدام فرو وريش فريسته.
ويصبح ابن عرس في أوج نشاطه ليلاً أو نهارًا في الأماكن التي في أقصى شمال مصر . كما تنتشر بكثرة في مصر من شمال الدلتا إلى جنوب الوادي وفي عدد من الدول العربية مثل ليبيا والجزائر والمغرب.

## الأعداء الطبيعيين
الطيور الجارحة والإنسان من ألدّ أعداء ابن عرس. ويقوم ابن عرس، كما يفعل الظربان الأمريكي، بإفراز سائل كريه الرائحة، وذلك عندما يتعرض لتهديد أو هجوم.

## ما كتب عنها
قال عنها القزويني في عجائب المخلوقات وغرائب الموجودات:
„ابن عرس: حيوان دقيق طويل يقال له بالفارسية راسو وهو عدو الفأرة يدخل جحرها ويخرجها ويحب الحلي والجواهر ويسرقها ويعادي التمساح والحية.“
قال عنها الدميري في حياة الحيوان الكبرى :
„وأظنه الحيوان المسمى بالدلق وإنما يختلف لونه ووبره، بحسب البلاد. وفي طبعه أنه يسرق ما وجد من فضة أو ذهب كما يفعل الفأر وربما عادى الفأر فقتله ولكن خوف الفأر من السنور أشد من خوفه منه. وهو كثير الوجود في منازل أهل مصر.“
ويقال في مصر أن الذي يقتل عرسة ويدفنها أمام باب بيته لفترة ويحفر بعد ذلك ليجد ذهب ولكن هذا مجرد أساطير قديمة ليس لها أساس من الصحة.

## وصلات خارجية
- ابن عرس في فلسطين ومنطقة شرق البحر الأبيض المتوسط